# Aiguille de la Tsa
Aiguille de la Tsa – szczyt w Alpach Pennińskich, w masywie Bouquetins. Leży w południowej Szwajcarii w kantonie Valais, blisko granicy z Włochami. Szczyt można zdobyć ze schronisk Cabane de la Tsa (2607 m) lub Cabane de Bertol (3311 m).	
Pierwszego wejścia dokonał Pierre Beytrison z przewodnikami 21 lipca 1868 r.